# A Star Is Born (2018)
A Star Is Born (bra: Nasce Uma Estrela ; prt: Assim Nasce Uma Estrela)  é um filme musical de romance dramático estadunidense de 2018, dirigido e escrito por Bradley Cooper, Will Fetters e Eric Roth. É estrelado por Bradley Cooper, Lady Gaga, Sam Elliott, Andrew Dice Clay e Dave Chappelle. A Star Is Born narra a história de Jackson Maine (Cooper), um cantor de country em decadência devido ao alcoolismo, e seu envolvimento com uma jovem chamada Ally (Gaga), que ele ajuda a alcançar o estrelato na indústria musical.
A Star Is Born estreou no 75.º Festival Internacional de Cinema de Veneza, em 31 de agosto de 2018, e foi lançado nos Estados Unidos em 5 de outubro por intermédio da Warner Bros. Pictures. Após a apresentação em três festivais, o filme recebeu aclamação generalizada da crítica, cujos comentários giram em torno das performances de Cooper, Gaga e Elliott, da direção, da cinematografia e música. Foi escolhido pelo American Film Institute e National Board of Review como um dos dez melhores filmes de 2018. Por conseguinte, venceu vários prêmios e foi indicado a inúmeros outros, dentre os quais: Globo de Ouro de Melhor filme - Drama, Melhor Diretor, Melhor Ator, Melhor Atriz e Melhor Canção Original "Shallow", esta qual venceu. À 91.ª edição do Oscar, recebeu oito indicações, incluindo para Melhor Filme, Melhor Ator (Cooper), Melhor Atriz (Gaga), Melhor Ator Coadjuvante (Elliot), Roteiro Adaptado (Cooper) e Melhor Canção Original ("Shallow"), sendo vencedor do Óscar na categoria de Melhor Canção Original por Shallow.

## Enredo
Jackson Maine (Bradley Cooper), um cantor famoso de música country que sofre e combate privadamente um vício em álcool e em drogas, faz um show na Califórnia, performando Black Eyes. Seu principal apoio é Bobby (Sam Elliott), seu gerente e meio-irmão mais velho. Após o show, Jackson passa por um bar onde assiste a uma performance de Ally (Lady Gaga), uma garçonete e cantora que está a performar La Vie en rose. Jackson fica impressionado com o talento da jovem e passam a noite conversando. Nesse ínterim, Ally revela a ele os problemas que enfrentou em busca de uma carreira musical profissional.
Jackson convida Ally para seu próximo show. Apesar da recusa inicial, ela participa e, com o incentivo de Jackson, canta Shallow no palco com ele. Continuamente, Ally é convidada por Jackson para sair em turnê, e ambos começam lentamente a dar origem a um relacionamento romântico. Numa noite, eles começam a ter relações sexuais, mas Jackson desmaia após bêbado. No Arizona, Ally e Jackson visitam o rancho onde Jackson cresceu e onde seu pai está enterrado, apenas para elucidar a dúvida de que Bobby havia vendido o local. Irritado com a traição, Jackson soca Bobby, que depois deixa de ser seu empresário.
Enquanto estão em turnê, Ally encontra Rez (Rafi Gavron), um produtor musical que lhe oferece um contrato. Visivelmente incomodado, Jackson apoia a decisão. Rez retira Ally da música country e a leva em direção à música pop. Jackson perde uma das primeiras apresentações de Ally após desmaiar bêbado em público; recupera-se na casa de Noodles (Dave Chappelle) e faz as pazes com Ally. Logo depois, Jackson pede Ally em casamento com um anel feito de uma corda de violão, e casam-se no mesmo dia.
Enquanto Ally está se apresentando no Saturday Night Live, Bobby reconcilia com Jackson. Mais tarde, Jackson e Ally brigam após Jackson demonstrar insatisfação com a nova personalidade musical pop de Ally, que fora indicada ao Grammy. No Grammy, Jackson performa visivelmente bêbado num tributo para Roy Orbison, e Ally ganha Grammy Award para Best New Artist. Quando sobe ao palco para receber seu prêmio, Jackson a segue, se molha e desmaia. Lorenzo (Andrew Dice Clay) repreende Jackson e Ally o ajuda a permanecer sóbrio. Tempos depois, Jackson começa a fazer parte de um programa de reabilitação para viciados em drogas.
Jackson se recupera na reabilitação, onde se abre para seu conselheiro sobre uma tentativa de suicídio na adolescência. Em lágrimas, pede desculpas a Ally pelo comportamento errôneo e volta para casa. Ally deseja trazer Jackson para tocar com ela na seção europeia de sua turnê; Rez se recusa, levando Ally a cancelar o restante da turnê para que possa cuidar de Jackson. Rez confronta Jackson, dizendo que é uma questão de tempo para ele cair em relapso. Naquela noite, Ally mente para Jackson e diz que a gravadora cancelou sua turnê para que pudesse concentrar em seu segundo álbum. Jackson promete que irá ao show, mas depois que Ally sai, Jackson se enforca na garagem.
Ally torna-se inconsolável devido ao suicídio de Jackson. Em seguida, é visitada por Bobby, que explica que a morte de Jackson não é culpa dela. Ally pega uma música que Jackson havia escrito, mas nunca tocado, e decide cantar num concerto em forma de tributo para seu par romântico. Na apresentação, performa "I'll Never Love Again" como Ally Maine.

## Elenco
- Bradley Cooper como Jackson Maine, um cantor e compositor consagrado, mentor e parceiro amoroso de Ally.
- Lady Gaga como Ally Maine, uma cantora-compositora desconhecida.
- Sam Elliott como Bobby Maine, empresário irmão mais velho de Jackson.
- Dave Chappelle como Noodles, melhor amigo de Jackson e ex-musicista.
- Andrew Dice Clay como Lorenzo, pai de Ally.
- Anthony Ramos como Ramon, amigo de Ally.
- Bonnie Somerville como Sally Cummings
- Michael Harney como Wolfe, motorista da limusina de Jackson.
- Rafi Gavron como Rez, produtor musical e empresário de Ally.

Adicionalmente, Rebecca Field interpreta Gail, enquanto o grupo Lukas Nelson & Promise of the Real aparecem como a banda de Jackson. A drag queen americana Shangela Laquifa Wadley, o ator Greg Grunberg, a cantora Halsey e o ator Alec Baldwin também fazem aparições no filme.

## Dubladores no Brasil
- Estúdio de dublagem: Delart[7]
- Direção de Dublagem:  Garcia Jr.[7]
- Cliente:  Warner Bros.[7]
- Tradução:  Garcia Jr.[7]
- Técnico(s) de Gravação: Rodrigo Oliveira[7]
- Edición:  Gustavo Andriewiski[7]

Elenco
- Jack: Duda Espinoza[7]
- Ally: Carol Crespo[7]
- Ramon: Yan Gesteira[7]
- Rez: Fabricio Vila Verde[7]
- Lorenzo: Milton Parisi[7]
- Bobby: Luiz Carlos Persy[7]
- Paulette: Guilene Conte, Carl: Gesteira[7]
- Emerald: Claudio Galvan[7]
- Wolfie: Lacarv[7]
- Noodles: Anderson Coutinho[7]
- Phill: Mckeidy Lisita[7]
- Frankie: Carol Murai[7]

## Antecedentes
No prelúdio de concepção do projeto, a Warner Bros. cogitou a participação da cantora norte-americana Beyoncé para estrelar o papel principal. Devido à gravidez da cantora e a diversos entraves, a produtora adiou o início das gravações do filme. Neste momento, foi originado um novo processo criativo para a refilmagem do musical.
Contudo, em dezembro de 2015, Bradley Cooper, que já havia sido escolhido como produtor e protagonista do filme, negou que Beyoncé tivesse sido selecionada definitivamente para protagonizar o longa-metragem, afirmando que o envolvimento da cantora no filme era apenas um rumor. Em maio de 2016, a revista norte-americana Deadline Hollywood publicou um artigo com a informação de que Bradley queria, na verdade, Lady Gaga estrelando o filme, que começaria a ser produzido em fevereiro de 2017. Na época do convite, Gaga estava indecisa sobre a aceitação do papel. Em janeiro de 2016, a cantora venceu o Globo de Ouro de Melhor Atriz na série American Horror Story: Hotel, o que chamou a atenção da produção do filme e ponderação sobre a participação no filme.
A revista Deadline Hollywood publicou que Lady Gaga era essencialmente quem Bradley Cooper buscava para protagonizar o filme. Por fim, em agosto de 2016, o mesmo portal confirmou que a Warner Bros. havia autorizado a produção do filme, que começou em 2017, na Califórnia. O filme é a primeira participação imponente de Lady Gaga no meio cinematográfico. Greg Silverman, presidente e responsável pelo desenvolvimento criativo da produtora, assinou diversos contratos para que Lady Gaga compusesse e cantasse as novas canções para A Star Is Born.

## Produção

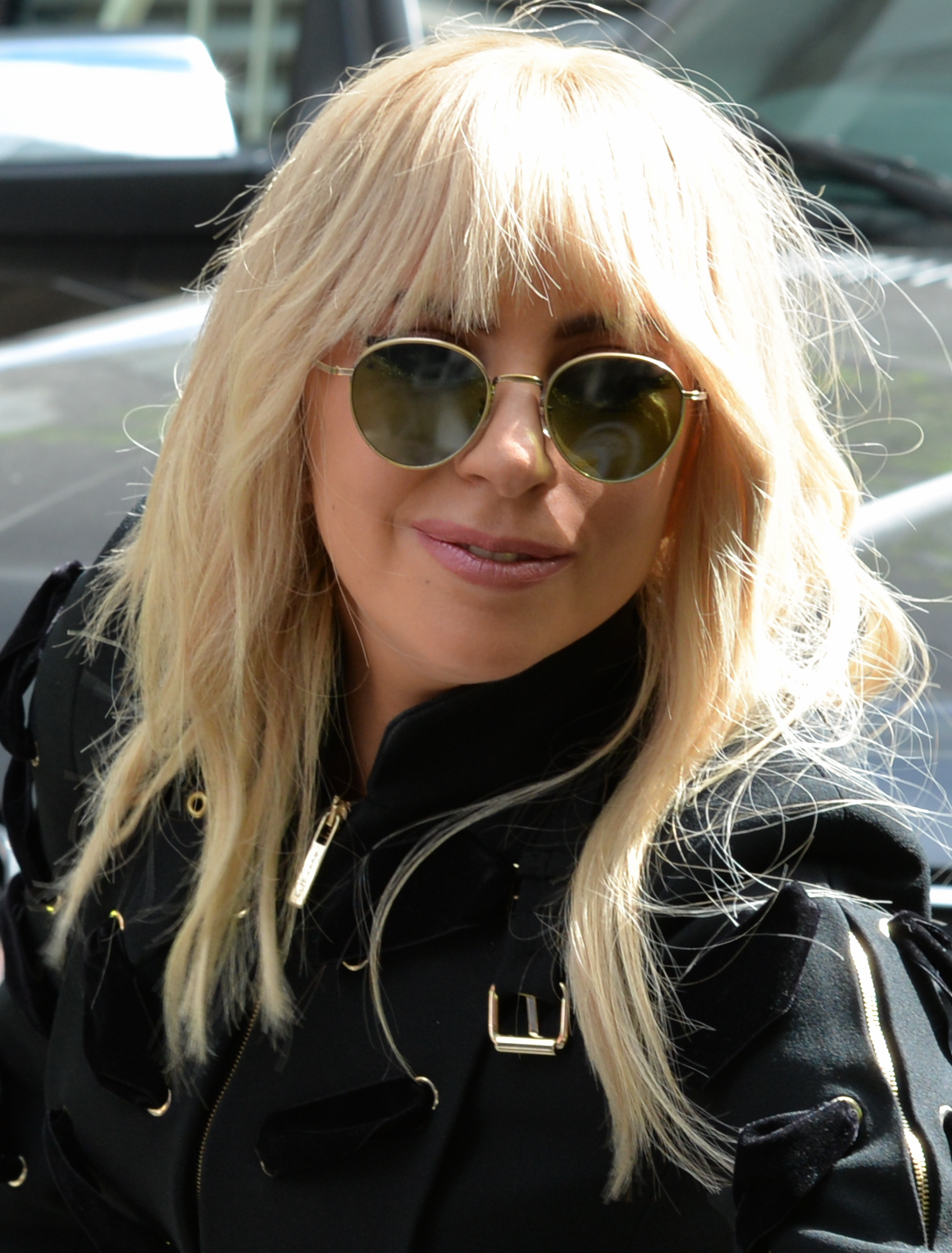
Lady Gaga foi escolhida excepcionalmente por Bradley Cooper para protagonizar o filme, devido a sua proficiência no campo musical.

### Pré-produção
Em janeiro de 2011, foi anunciado que o diretor Clint Eastwood estava interessado numa refilmagem com a participação de Beyoncé. Devido à gravidez, não foi possível dar continuidade ao projeto. Em entrevista ao portal Collider, em abril de 2012, o roteirista Will Fetters disse que a história era imensamente inspirada na vida de Kurt Cobain.

### Escolha do elenco
Antes de definir Bradley como protagonista do filme, houve diálogos com Leonardo DiCaprio, Will Smith, Christian Bale e Tom Cruise, mas não houve acepção por parte dos atores. Em 9 de outubro de 2012, Beyoncé deixou o projeto e Johnny Depp recusou a participação do filme, mantendo a posição de Bradley Cooper como possível protagonista. Eastwood pensou em Esperanza Spalding para protagonizar o papel feminino. No entanto, em 16 de agosto de 2016, foi noticiado que Lady Gaga seria oficialmente a protagonista feminina da refilmagem. Em 9 de novembro de 2016, surgiu a notícia de que Ray Liotta interpretaria o empresário e meio-irmão de Cooper no filme, mas o papel foi entregue ao ator Sam Elliott. Em 17 de março de 2017, Andrew Dice Clay entrou em negociação com a produtora para interpretar o pai de Lady Gaga no filme. Em abril de 2017, Rafi Gavron, Michael Harney e Rebecca Field entraram para o elenco do filme. Em abril de 2018, a cantora Halsey e o comediante Dave Chappelle foi anunciado os novos integrantes do elenco.
Após a apresentação no festival Desert Trip, na Califórnia, Cooper aproximou-se de Lukas Nelson, filho do guitarrista Willie Nelson. Durante o contato, Bradley pediu a Lukas que o ajudasse a trabalhar no filme. Nelson aceitou o convite e escreveu diversas canções que foram posteriormente enviadas aos produtores. Ulteriormente, Luke conheceu Lady Gaga e escreveram diversas canções juntos. Lady Gaga, por sua vez, forneceu vocais de apoio em duas canções para o álbum de Luke Nelson.

## Música

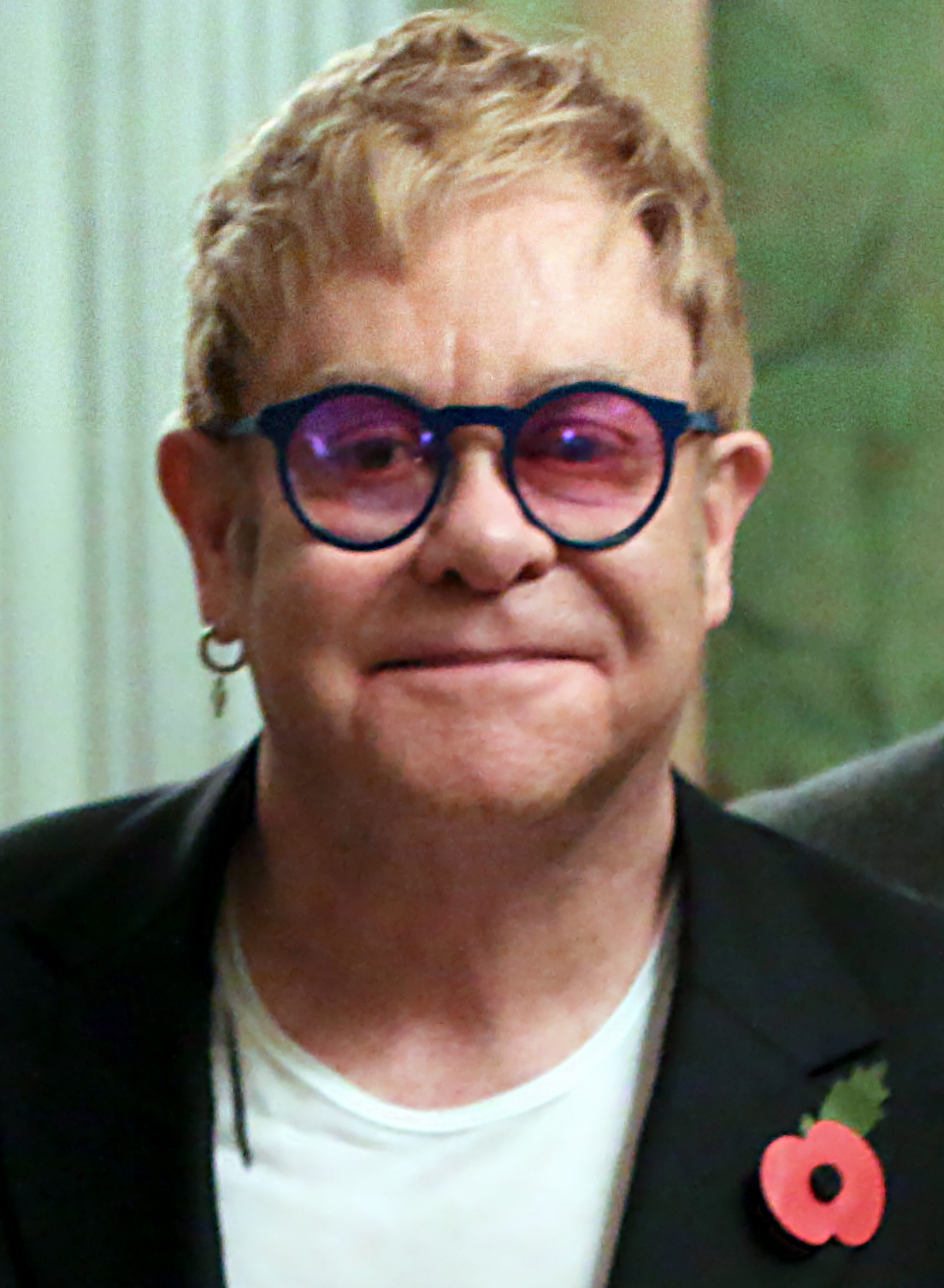
Elton John foi um colaboradores da música da obra.

Durante uma entrevista concedida à revista Entertainment Weekly, Steve Morrow, técnico de som de A Star Is Born, comentou sobre a produção do filme e um dos planos inovadores de Lady Gaga. De acordo com o técnico, Lady Gaga exigiu que todas as cenas do musical fossem ao vivo e as cenas fossem gravadas: "Você senta e pensa: Lady Gaga quer todos os vocais ao vivo. Ela quer apresentar-se ao vivo cada vez que você vê-la cantando. Ela estará ao vivo. Lady Gaga disse: eu quero que toda a música do filme seja ao vivo também, pois não quero sentir como se estivesse fazendo playback, porque isso não é certo para mim. Eu quero cantar ao vivo, quero que a banda esteja ao vivo."
Além da transfiguração referente à trilha sonora, Steve afirmou que grande parte das canções da obra foram escritas por Lady Gaga. Em 2017, numa entrevista para a rádio Beats 1, o cantor Elton John revelou que ajudou Gaga no processo criativo da música do filme. Após o lançamento do trailer do filme, o DJ White Shadow, antigo colaborador de Lady Gaga, revelou que co-escreveu um terço das canções do filme ao lado de Lady Gaga.
Em 27 de setembro de 2018, a canção principal, "Shallow", foi lançada nas plataformas digitais com um excerto do filme no YouTube. Durante a estreia, alcançou a primeira posição do iTunes dos Estados Unidos e em mais 27 lugares ao redor do mundo.

## Distribuição

### Lançamento
Inicialmente marcado para 18 de maio e 28 de setembro de 2018, a première de A Star Is Born ocorreu em 5 de outubro de 2018 nos Estados Unidos através da Warner Bros. Pictures. No Brasil, o filme foi lançado em 11 de outubro de 2018, através da Warner Bros. Pictures.

### Divulgação
O primeiro trailer do filme foi exibido no Festival de Cinema de Tribeca. Após a exibição, o excerto foi amplamente aclamado. O ator Robert De Niro participou de uma conversa no festival e afirmou: "É fantástico, e Bradley está excelente no filme. Espero que receba a atenção que tem que receber quando for lançado. [...] Gaga é uma revelação. Eu confiei nela." O ator e diretor de cinema Sean Penn, durante entrevista concedida à AP Entertaniment, afirmou: "É um dos melhores filmes que já vi em muitos anos, e não é algo que tipicamente faço, sair e ver um filme que é sobre uma história de amor, mas fiquei tão animado quando assisti, porque a atuação dos dois é brilhante, os dois são impressionantes no filme." Acerca do CinemaCon, o jornal The New York Times classificou a exibição do filme como um dos momentos de maior euforia do evento.
Por conseguinte, o primeiro trailer foi divulgado oficialmente em 6 de junho de 2018. A revista Forbes destacou, após o lançamento do filme, que: "Dirigido por Bradley Cooper, o filme ganhará forças após o verão norte-americano em festivais e pré-premiações. [...] A Star Is Born é a esperança da Warner no Oscar." Em 8 de junho de 2019, o filme foi lançado para exibição televisiva, por intermédio da HBO.

## Recepção

### Crítica profissional
Contando com grande aclamação de jornais e sites especializados, no Rotten Tomatoes, portal que agrupa resenhas cinematográficas, o filme abrange uma aprovação de 90% com base em 345 críticas, recebendo o "Certificado de Refresco" devido à crítica geral. Além disso, 97% dos usuários afirmam, dentro do próprio site, intenção de assistir ao filme. No portal IMDb, atualmente o filme tem uma avaliação de 7,8/10, com mais de 200 mil votos contabilizados. No Metacritic, o filme tem uma aclamação universal de 88 pontos de 100, baseada em 48 críticas.
Johnny Oleksinski, do jornal New York Post, deu nota máxima para o filme, afirmando: "As sequências de palco são as partes mais emocionantes do filme. Cooper frequentemente filma milhares de fãs gritando para Ally em seu ponto de vista — colocando-nos em seu lugar por alguns instantes. É essa a sensação de alegria que faz A Star Is Born o melhor filme do ano até agora." Andy Howell, do portal Film Threat, avaliou o filme com nota máxima, dizendo: "A mágica para fazer uma história épica de amor é fazer a química entre o casal funcionar. Com uma atriz relativamente novata e o outro tentando dirigir sua primeira longa-metragem, o baralho estava a favor deles. Uau, eles conseguiram. Lady Gaga e Bradley Cooper são ótimos juntos. Kate Taylor, do jornal canadense The Globe and Mail, numa avaliação máxima para o filme, afirmou: "A química dos atores é inegável, seus duetos são contagiantes e a atuação dentro de uma cena de música contemporânea, onde Ally está rapidamente com lantejoulas e rodeada de bailarinos desnecessários, aponta para uma longevidade de emoção."
Numa avaliação para a revista britânica Empire, Terri White escreveu: "O filme é uma estreia notavelmente segura de Bradley Cooper, que faz uma performance definida em frente a uma carreira de atuação promissora de Lady Gaga. É um remake que capta o tom e o espírito de filmes anteriores. Além disso, A Star Is Born brilha seu próprio caminho sincero e autêntico." Owen Gleiberman, da revista Variety, avaliou o filme positivamente, dizendo: "Cooper fez uma história de amor surpreendente e que nunca extravasa — trata-se de um filme de ópera que se mantém quieto." Robbie Colin, do jornal britânico The Daily Telegraph, afirmou: "A história de A Star Is Born pode ser tão antiga quanto o show business, mas é eletrizantemente fresca com uma melodia bem conhecida e que dá força à busca de novas forças. Numa última avaliação com pontuação total, Peter Bradshaw, do jornal britânico The Guardian, aclama o filme, dizendo: "Para uma estrela receber um premio, um punhado de nomeados derrotados tem que engolir a dor, enquanto os holofotes se afastam dele. Para uma estrela entregar o brilho novamente, outra tem que receber o brilho antigo. A Star Is Born transforma essa transição em uma história de amor."
Alonso Duralde, do portal de entretenimento TheWrap, fez uma crítica positiva do filme, dizendo: "Cooper e Lady Gaga são dinamite juntos; essa é uma história que vive e morre pela relação central e pela química instantânea que floresce entre eles." Leah Greenblatt, da revista Entertainment Weekly, deu ao filme uma classificação de B+, destacando a performance de Gaga, dizendo: "[Gaga] merece elogios por sua performance contida na transição humana de uma cantora cuja vulnerabilidade está a quilômetros de distância de uma menina utilizando vestido de carne." Stephanie Zacharek, da revista Time, considerou que o filme era superior às versões anteriores, elogiando a direção de Cooper, o roteiro, bem como as performances e a química entre Cooper e Gaga, afirmando: "Você sai sentindo algo por essas pessoas – indivíduos falhos que tentam manter seus pedaços juntos ou para consertar as rachaduras daqueles que amam."

### Bilheteria
Até 28 de outubro de 2018, A Star Is Born havia arrecadado mais de US$ 148 milhões de dólares nos Estados Unidos e no Canadá, e mais de US$ 104,6 milhões nos demais territórios. Mundialmente, obteve uma bilheteria inicial de mais de US$ 253 milhões de dólares. Nos Estados Unidos e no Canadá, A Star Is Born tem previsão de estreia próxima dos US$ 30 milhões advinda de 3.686 salas de teatro no fim de semana; há, no entanto, uma possível arrecadação de US$ 40 milhões. Na pré-estreia, o film arrecadou aproximadamente US$ 4 milhões, com um adicional de US$ 1,35 milhões das exibições anteriores, e US$ 16 milhões do primeiro dia.
Na contagem de 5 e 6 de outubro, o filme arrecadou US$ 43 milhões nos Estados Unidos. Segundo a Forbes, "mesmo não tendo ocupado a primeira posição no fim de semana, ainda é um grande vencedor. A menos que caia no próximo fim de semana, o que é improvável, já que se consolidou como um dos principais favoritos para Oscar." De acordo com a própria publicação, a exibição contou com 66% de mulheres, 68% de pessoas com mais de 35 anos e 45% de pessoas com mais de 50 anos.
Até 28 de outubro de 2018, o filme havia lucrado US$ 148.7 milhões nos Estados Unidos e US$ 104.6 milhões nos demais territórios. O Brasil, portanto, foi o oitavo lugar de maior arrecadação em bilheteria, com US$ 1.4 milhões. Até 17 de outubro de 2018, contabilizava US$ 253.322.400 mundialmente. Em 21 de outubro de 2018, foi divulgada uma receita de US$ 201 milhões de dólares arrecadados mundialmente para o filme. Após o angariamento de US$ 322 milhões de dólares, o filme se tornou o longa de maior arrecadação nos Estados Unidos da Warner em 2018, com US$ 178 milhões de dólares arrecadados nacionalmente.

### Prêmios e indicações
Durante exibição no Festival Internacional de Cinema de Veneza, A Star Is Born venceu a categoria Smithers Foundation Award, responsável pelo reconhecimento de obras gráficas que exponham uma mensagem de promessa, ajuda e positividade para indivíduos que sofrem alcoolismo. Em outubro de 2018, o filme recebeu indicações para o Hollywood Music in Media Awards, nas categorias de Best Original Song - Feature Film com "Shallow", escrita por Lady Gaga, Mark Ronson, Anthony Rossomando e Andrew Wyatt; Outstanding Music Supervision - Film, nomeando Julianne Jordan e Julia Michels; e Best Soundtrack Album, nomeando "A Star Is Born"; venceu as duas primeiras categorias, apenas.
A PETA, organização de proteção aos animais, premiou Bradley Cooper na categoria Compassion in Film Award pela inserção de Charlie, seu cachorro de estimação, no filme.
Em novembro de 2018, o filme foi vencedor do prêmio da National Board of Review nas categorias Melhor Atriz (Lady Gaga), Melhor Direção (Bradley Cooper) e Melhor Ator Coadjuvante (Sam Elliott); além disso, foi classificado entre os dez melhores filmes do ano.
Em 2019, na 91.ª cerimónia do Óscar, o filme foi indicado a oito categorias e venceu a categoria de Melhor Canção Original, com a música Shallow, sendo o primeiro Oscar de Lady Gaga.

### Reconhecimento
A revista Time inseriu Lady Gaga e o filme entre as 10 melhores atuações e os 10 melhores filmes de 2018, ficando na nona e sétima posições, respectivamente. A respeito da atuação de Gaga, a revista ressaltou: "Lembra de quando Lady Gaga foi selecionada como protagonista do remake de Nasce Uma Estrela, e a grande pergunta era: Ela consegue carregar um filme? Praticamente ninguém questiona isso agora. A performance de Gaga é uma delícia, revelando sombras e contornos que talvez nem seus maiores fãs tinham percebido antes - como uma pintura Cubista que oferece novos ângulos toda vez que você a olha." Em relação ao filme, a publicação afirmou: "Quem iria imaginar que a última coisa que nós pensávamos que iríamos precisar - um remake de um filme que já foi feito muitas vezes - era exatamente a coisa que queríamos? O diretor Bradley Cooper, definido para reimaginar essa história potencialmente gasta para a era moderna, se selecionou como o cantor country acabado, e coloca Lady Gaga no papel de Ally, uma cantora-compositora despretensiosa, mas com um dom incontestável que acaba se tornando uma super estrela. O resultado é um melodrama catártico que parece fresco e ao mesmo tempo um clássico confortante. "Talvez seja hora de deixar os velhos hábitos morrerem", Cooper canta em uma das músicas da trilha sonora do filme. Mas ele também sabe o que vale a pena ser conservado."